# Höchster Neustadt

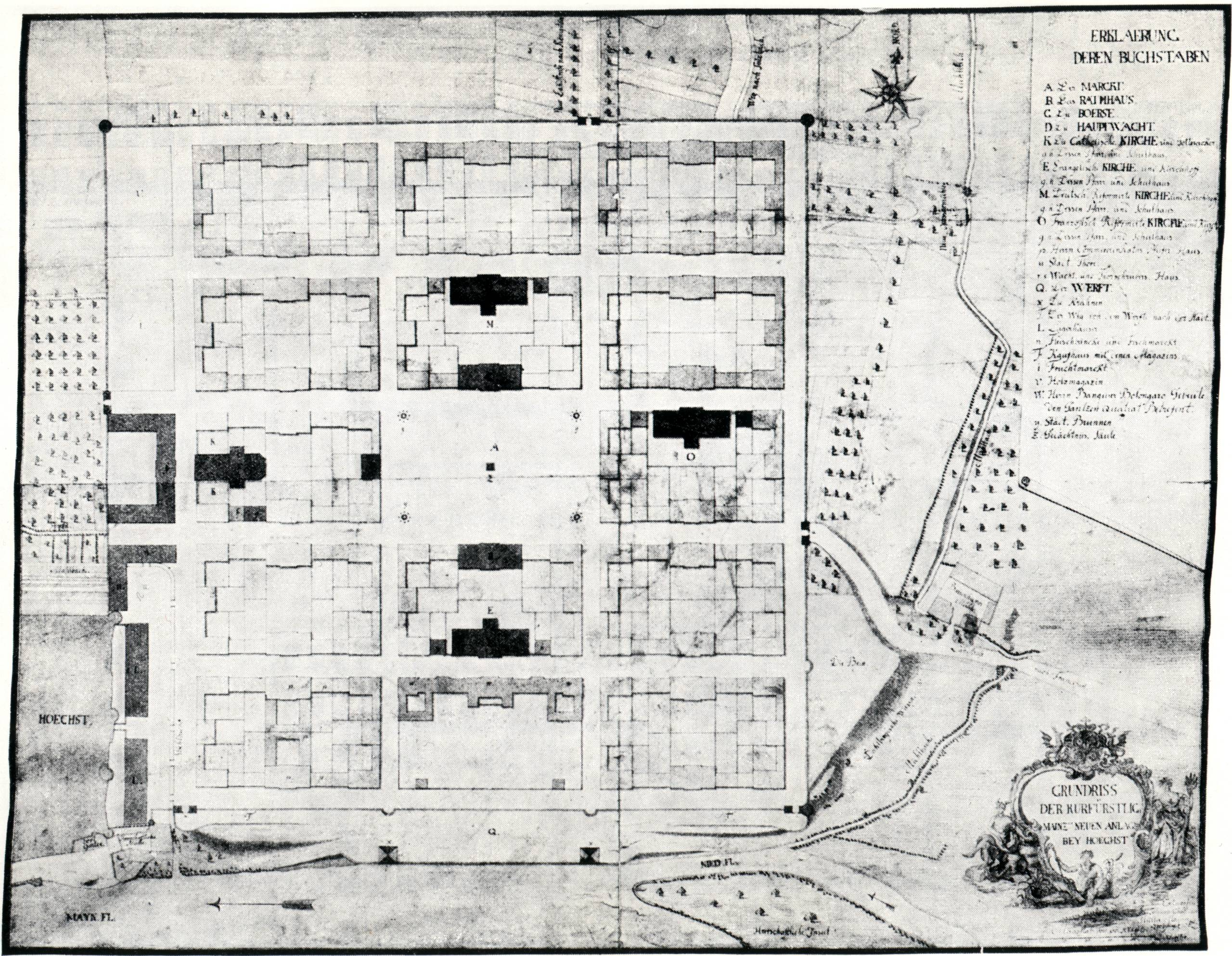
Das Neustadtprojekt von 1768 auf einem Plan aus dem Jahr 1772

Die Höchster Neustadt, auch Emmerichstadt genannt, ist im Kern ein Bereich des Stadtgebietes der ehemaligen Stadt Höchst am Main, der sich zwischen der Höchster Altstadt und Nied erstreckt.